# Dragon Slayer: The Legend of Heroes II
Dragon Slayer: The Legend of Heroes II (ドラゴンスレイヤー 英雄伝説II?, Doragon Sureiyā eiyū densetsu II, lett. "Dragon Slayer: La leggenda degli eroi II") è un videogioco di ruolo alla giapponese del 1992 sviluppato dalla Nihon Falcom per NEC PC-8801 e successivamente per NEC PC-9901. È stato poi pubblicato per altre piattaforme tra cui TurboGrafx-CD, FM Towns, Super Nintendo Entertainment System e Sega Saturn.
Nel 2024 è stata poi pubblicata una riedizione per Nintendo Switch col nome EGGCONSOLE Dragon Slayer: The Legend of Heroes II PC-8801mkIISR e disponibile in occidente solamente con lingua giapponese.
Il gioco seguito del primo Dragon Slayer: The Legend of Heroes si svolge 20 anni dopo quest'ultimo. Il gioco fa parte della saga di Iselhasa.

## Trama
La storia del gioco ha come protagonista Atlas che insieme al suo insegnante Lower nota dopo un terremoto degli strani uomini vestiti con tute spaziali fuori da una spaccatura nel terreno recentemente formata chiamata Bocca dell'Abisso situata vicino alla capitale. Durante la storia scopriranno che gli uomini visti in precedenza provengono dall'Impero sotterraneo di Fagesuta. Il protagonista alleandosi con la Resistenza dovrà sconfiggere il malvagio Imperatore Godwin II.

## Colonna sonora
La colonna della serie è stata prodotta dal Falcom Sound Studio jdk con Mieko Ishikawa, Atsushi Shirakawa come compositori.
È stata distribuita come CD il 21 gennaio 1993 col nome di Perfect Collection Dragon Slayer The Legend Of Heroes II (パーフェクト・コレクション ドラゴンスレイヤー英雄伝説 II?)e composta da due CD. Il primo contiene la soundtrack originale del gioco mentre il secondo nuove versioni riarrangiate da Tamiya Terashima e Tomohiko Kishimoto.